# Стрільба на літніх Олімпійських іграх 1900
Змагання зі стрільби на літніх Олімпійських іграх 1900 відбулися з 15 липня по 7 серпня 1900 року на полігоні Іль-де-Сеген, Булонь-Біянкур. У змаганнях взяли участь 72 стрільця з восьми країн. Вперше проводилися змагання зі стендової стрільби та командні змагання.

## Медалі

### Загальний залік
| Місце | Країна           | Золото | Срібло | Бронза | Загалом |
| ----- | ---------------- | ------ | ------ | ------ | ------- |
| 1     | Швейцарія (SUI)  | 5      | 1      | 1      | 7       |
| 2     | Франція (FRA)    | 3      | 4      | 3      | 10      |
| 3     | Данія (DEN)      | 1      | 3      | 0      | 4       |
| 4     | Норвегія (NOR)   | 0      | 2      | 2      | 4       |
| 5     | Бельгія (BEL)    | 0      | 0      | 2      | 2       |
| 6     | Нідерланди (NED) | 0      | 0      | 1      | 3       |

## Медалісти
| Дисципліна                                  | Золото                                                                                    | Срібло                                                                               | Бронза                                                                                            |
| ------------------------------------------- | ----------------------------------------------------------------------------------------- | ------------------------------------------------------------------------------------ | ------------------------------------------------------------------------------------------------- |
| Швидкісний пістолет, 25 метрів              | Морріс Ларруй · Франція                                                                   | Леон Моро · Франція                                                                  | Юджін Балмер · Франція                                                                            |
| Довільний пістолет, 50 метрів               | Карл Родерер · Швейцарія                                                                  | Аккіле Парош · Франція                                                               | Конрад Штеелі · Швейцарія                                                                         |
| Пістолет серед команд, 50 метрів            | Швейцарія Фрідріх Люті · Паул Пробст · Луї Рішарде · Карл Родерер · Конрад Штеелі         | Франція Луї Деффуа · Моріс Лекок · Леон Моро · Аккіле Парош · Жуль Трініте           | Нідерланди Солько ван ден Берг · Антоніус Боувенс · Дірк Буст Гіпс · Генрік Сіллем · Антоні Свейс |
| Довільна гвинтівка, 300 метрів, стоячи      | Ларс Мадсен · Данія                                                                       | Оле Естмо · Норвегія                                                                 | Шарль Верже · Бельгія                                                                             |
| Довільна гвинтівка, 300 метрів, з коліна    | Конрад Штеелі · Швейцарія                                                                 | Еміль Келленбергер · Швейцарія Андерс Нільсен · Данія                                | не присуджувався                                                                                  |
| Довільна гвинтівка, 300 метрів, лежачи      | Аккіле Парош · Франція                                                                    | Андерс Нільсен · Данія                                                               | Оле Естмо · Норвегія                                                                              |
| Довільна гвинтівка, 300 метрів, 3 положення | Еміль Келленбергер · Швейцарія                                                            | Андерс Нільсен · Данія                                                               | Пол ван Асбрюк · Бельгія Оле Естмо · Норвегія                                                     |
| Довільна гвинтівка, 300 метрів, команда     | Швейцарія Франц Беклі · Альфред Гюттер · Еміль Келленбергер · Луї Рішарде · Конрад Штеелі | Норвегія Олаф Фрюденлунд · Хеллмер Хермандсен · Оле Естмо · Оле Сеттер · Том Сееберг | Франція Огюст Кавадіні · Моріс Лекок · Леон Моро · Аккіле Парош · Рене Томас                      |
| Трап                                        | Роджер де Барбарен · Франція                                                              | Рене Гійо · Франція                                                                  | Жустин'єн Кларі · Франція                                                                         |

## Країни-учасники
| Країна          | К-сть учасників |
| --------------- | --------------- |
| Велика Британія | 1               |
| Бельгія         | 11              |
| Данія           | 5               |
| Нідерланди      | 7               |
| Норвегія        | 5               |
| Румунія         | 1               |
| Франція         | 33              |
| Швейцарія       | 9               |
| Всього          | 72              |